# Glaubenberg
Le Glaubenberg est un col des Alpes situé à 1 543 m à la frontière des cantons de Lucerne et d'Obwald, en Suisse. À quelques kilomètres plus l'est se trouve le Glaubenbielen.